# Шеффер, Анна
А́нна Ше́ффер (нем. Anna Schäffer; 18 февраля 1882, Миндельштеттен, Королевство Бавария — 5 октября 1925, Миндельштеттен, Бавария) — немецкая женщина из Миндельштеттена, святая Римско-католической церкви.

## Биография
Отец Шеффер, плотник, умер в возрасте 40 лет, оставив свою семью в крайней нищете. Анна бросила школу и с четырнадцати лет работала горничной, надеясь со временем вступить в монашеский орден. Она помогала семье и еле сводила концы с концами. В 1898 году ей было видение Христа, в котором ей предрекли долгие и мучительные страдания.
Во время работы в прачечной 4 февраля 1901 года Шеффер попыталась прикрепить назад отвалившийся железный дымоход, но поскользнулась и упала в стиральную машину, обварив ноги в кипятке. Её доставили в больницу, но ей мало чем могли помочь с болезненными ожогами. Было проведено более тридцати хирургических операций, а раны приходилось туго перевязать, что также причиняло сильную боль. Несмотря на старания доктора Валдина, пересадка кожи не увенчалась успехом, и Шеффер осталась парализована. Из-за этого она была вынуждена отказаться от своей давней мечты стать монахиней, а мать ухаживала за ней до конца её жизни.
Шеффер никогда не теряла оптимизма и стала ещё более набожной из-за перенесённых страданий. Она особенно почитала Святейшее Сердце Иисуса Христа. Местный священник ежедневно приходил к ней для Евхаристии. Она писала: «Я не могу описать, как я счастлива каждый раз после Святого Причастия. Ах, я забываю свои земные страдания, и моя бедная истосковавшаяся душа каждый миг стремится прославлять Господа моего и Спасителя, сокрытого в Святом Причастии!»
Она считала свои страдания, сочинения и способность вязать одежду для своих друзей тремя «ключами», с помощью которых она могла попасть на Небеса. Блаженная снискала любовь горожан, которые часто приходили к ней за утешением. Один французский писатель говорил, что «даже те, кто был наиболее предвзят к Анне, были впечатлены её терпением и добротой». В конце концов даже её нерелигиозный брат проникся к ней.
С 1910 года с Шеффер начали происходить мистические явления, в том числе то, что можно назвать стигматами, которые она изо всех сил старалась скрыть от публики. Время от времени она грезила наяву, и ведения приводили её в состояние экзальтации.
В 1925 году у неё обнаружили рак толстой кишки, а паралич распространился на позвоночник, из-за чего ей стало трудно говорить или писать. Утром 5 октября она приняла последнее Святое Причастие и внезапно сказала: «Иисус, я живу для Тебя!» Через несколько минут она умерла. Уже на её похоронах многие считали Шеффер святой.

## Почитание
Вскоре после смерти Шеффер люди стали приходить на её могилу помолиться. С 1929 года было зарегистрировано более 15 тысяч чудес в ответ на такие молитвы. В 1998 году в приходе Миндельштеттена было зарегистрировано 551 чудо, якобы связанное с молитвами Шеффер.
Предложение о её причислении к лику блаженных было внесено в 1973 году. Во время подготовительного процесса было собрано более 20 000 писем и свидетельских показаний.
7 марта 1999 года во время её беатификации в соборе Святого Петра папа Иоанн Павел II сказал следующее: «Смотря на блаженную Анну Шеффер, мы читаем в её жизни живой пример тому, что святой Павел говорил в Послании к римлянам: «…надежда не постыжает, потому что любовь Божия излилась в сердца наши Духом Святым, данным нам» (Рим. 5:5). Безусловно, она не избежала жизненной борьбы, прежде чем предстать перед Создателем. Но ей было дано расти в правильном понимании, что слабость и страдание — это страницы, на которых Господь пишет Своё Евангелие… Постель больной стала колыбелью апостольства, распространившегося на весь мир».
21 октября 2012 года она была причислена к лику святых папой Бенедиктом XVI.